# Gus Meins
Gus Meins est un réalisateur, producteur et scénariste américain, né le 6 mars 1893 à Los Angeles, Californie (États-Unis), décédé le 1er août 1940 à La Crescenta-Montrose (Californie).

## Filmographie

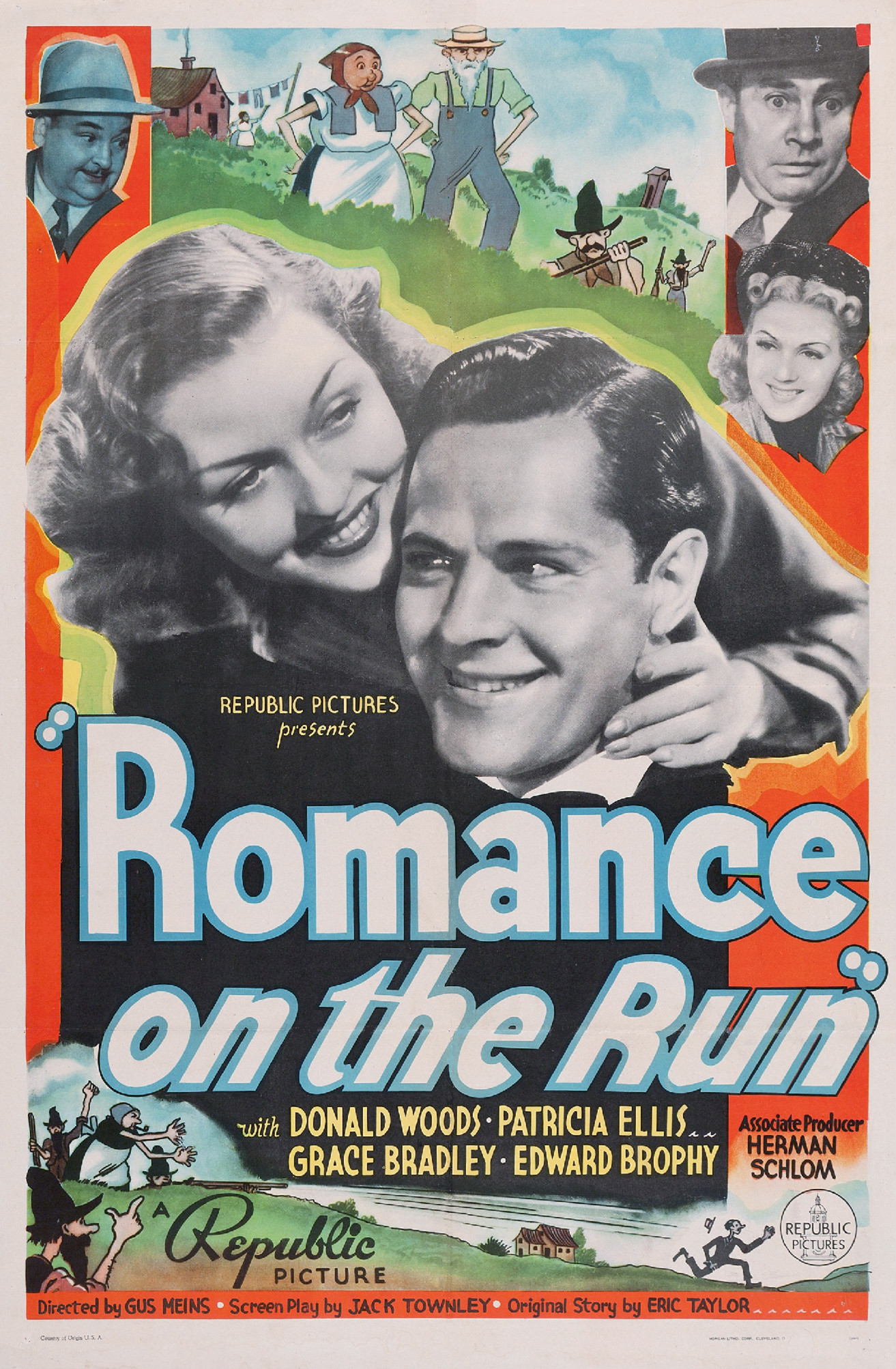
' (1938).

### comme réalisateur
- 1922 : Step Forward
- 1922 : Home Made Movies
- 1925 : Oh! Buster!
- 1925 : Buster's Bust-Up
- 1925 : Buster's Nightmare
- 1926 : Buster's Nose Dive
- 1926 : Buster's Hunting Party
- 1926 : Buster's Skyrocket
- 1926 : Buster's Mix-Up
- 1926 : Buster's Heart Beat
- 1926 : The Newlyweds' Neighbors
- 1926 : Buster's Orphan Party
- 1926 : Buster Helps Dad
- 1926 : Snookums' Tooth
- 1926 : Buster, Watch Tige
- 1926 : The Newlyweds' Quarantine
- 1926 : Buster's Narrow Escape
- 1926 : Snookums' Buggy Ride
- 1926 : Snookums' Outing
- 1926 : Buster's Prize Winner
- 1926 : Snookums' Merry Christmas
- 1927 : Buster's Picnic
- 1927 : Snookums' Playmate
- 1927 : The Newlyweds Build
- 1927 : Buster's Sleigh Ride
- 1927 : Snookums Disappears
- 1927 : Buster's Dark Mystery
- 1927 : Backward George
- 1927 : Look Out Buster
- 1927 : Fishing Snookums
- 1927 : Buster Don't Forget
- 1927 : The Newlyweds' Shopping Tour
- 1927 : Stop Snookums
- 1927 : Buster's Frame Up
- 1927 : Buster's Initiation
- 1927 : Snookums Asleep
- 1927 : Buster's Handicap
- 1927 : Snookums Cleans Up
- 1927 : The Newlyweds' Troubles
- 1927 : Keeping in Trim
- 1927 : Why Blondes Leave Home
- 1927 : George Steps Out
- 1927 : The Newlyweds' Surprise
- 1927 : Society Breaks
- 1927 : Picking on George
- 1927 : Passing the Joneses
- 1927 : The Disordered Orderly
- 1927 : Buster, What's Next?
- 1927 : The Newlyweds' Mistake
- 1927 : The Newlyweds' Christmas Party
- 1927 : Showing Off
- 1927 : Model George
- 1928 : Horse Play
- 1928 : Buster's Big Chance
- 1928 : Meet the Count
- 1928 : Start Something
- 1928 : The Newlyweds' Servant
- 1928 : The Newlyweds' Success
- 1928 : Indoor Golf
- 1928 : The Newlyweds' Friends
- 1928 : Her Only Husband
- 1928 : A Big Bluff
- 1928 : A Full House
- 1928 : Reel Life
- 1928 : McGinnis vs. Jones
- 1928 : Rubber Necks
- 1928 : Just Wait
- 1928 : Look Pleasant
- 1928 : Shooting the Bull
- 1928 : The Cross Country Bunion Race
- 1928 : Fish Stories
- 1928 : All for Geraldine
- 1929 : Sailor Suits
- 1929 : Crushed Hats
- 1929 : The Newlyweds' Pests
- 1929 : Seeing Sights
- 1929 : Private Business
- 1929 : Finishing School
- 1929 : Chaperons
- 1929 : Outdoor Sports
- 1929 : Hot Puppies
- 1929 : Early to Wed
- 1929 : Getting Buster's Goat
- 1929 : Just the Type
- 1929 : Burning Youth
- 1930 : Getting the Air
- 1930 : Some Show
- 1932 : Sneak Easily
- 1933 : Asleep in the Feet
- 1933 : Fallen Arches
- 1933 : Maids a la Mode
- 1933 : Taxi Barons
- 1933 : Call Her Sausage
- 1933 : One Track Minds
- 1933 : Thundering Taxis
- 1933 : Beauty and the Bus
- 1933 : Backs to Nature
- 1933 : Air Fright
- 1934 : Babes in the Goods
- 1934 : Hi'-Neighbor!
- 1934 : Soup and Fish
- 1934 : For Pete's Sake!
- 1934 : The First Round-Up (en)
- 1934 : Maid in Hollywood
- 1934 : Movie Daze
- 1934 : Honky Donkey
- 1934 : I'll Be Suing You
- 1934 : Three Chumps Ahead
- 1934 : One Horse Farmers
- 1934 : Mike Fright
- 1934 : Buddy the Detective
- 1934 : Done in Oil
- 1934 : Shrimps for a Day
- 1934 : Il était une bergère (Babes in Toyland)
- 1935 : Anniversary Trouble
- 1935 : Beginner's Luck
- 1935 : Teacher's Beau
- 1935 : Sprucin' Up
- 1935 : Little Papa
- 1935 : Little Sinner
- 1935 : Our Gang Follies of 1936 (en)
- 1936 : All-American Toothache
- 1936 : The Lucky Corner
- 1936 : Second Childhood
- 1936 : Hill-Tillies
- 1936 : Kelly the Second
- 1937 : Nobody's Baby
- 1937 : Hit Parade of 1937
- 1937 : The Californian (it)
- 1937 : Roll Along, Cowboy
- 1938 : The Higgins Family
- 1938 : Romance on the Run (en)
- 1938 : Ladies in Distress
- 1938 : His Exciting Night
- 1939 : The Mysterious Miss X
- 1939 : My Wife's Relatives
- 1939 : Should Husbands Work?
- 1939 : The Covered Trailer
- 1939 : Money to Burn
- 1940 : Grandpa Goes to Town
- 1940 : Scatterbrain
- 1940 : Earl of Puddlestone
- 1953 : Kelly Finds a Fighter

### comme producteur
- 1939 : Money to Burn
- 1940 : Grandpa Goes to Town
- 1940 : Scatterbrain
- 1940 : Earl of Puddlestone

### comme scénariste
- 1926 : Circus Today